# Synagoga Tournelles
Synagoga Tournelles je druhá největší synagoga v Paříži. Leží ve 4. obvodu v pařížské čtvrti Marais v ulici Rue des Tournelles č. 21, po které nese své jméno. Byla vysvěcena v roce 1876 a roku 1987 prohlášena za historickou památku.

## Historie
Poté, co se v polovině 19. století židovská komunita v Paříži rozrostla na více než 15 000 členů, dohodlo se v roce 1865 město Paříž s konsistoří o výstavbě dvou velkých synagog. Město se zavázalo zaplatit polovinu nákladů na výstavbu obou synagog a dalo k dispozici dva pozemky. Nejprve byla dokončena Velká synagoga v 9. obvodu.
Stavbou synagogy v Rue des Tournelles ve 4. obvodu chtěla konzistoř sjednotit mnoho malých modliteben ve čtvrti Marais, kde již od 18. století existovala židovská obec, kterou v 19. století rozšířili imigranti z Alsaska-Lotrinska a východní Evropy.
Protože v této hustě osídlené čtvrti nebyl žádný volný pozemek, byla synagoga zřízena namísto šlechtického paláce Hôtel de la Rivière ze 17. století mezi Place des Vosges a Rue des Tournelles, ve kterém v letech 1791-1860 sídlila radnice. Vzhledem k tomu, že fasáda domu na Place de Vosges se nesměla změnit, byl vstup do synagogy vybudován do ulice Rue des Tournelles. Stavební práce začaly v roce 1867 a synagoga byla dokončena až v roce 1876, neboť práce byly přerušeny během prusko-francouzské války.
Synagoga byla vysvěcena 30. září 1876 u příležitosti židovského svátku Nového roku Roš ha-šana a byla předána aškenázským židům z Alsaska-Lotrinska, později se k nim přidali i přistěhovalci z Polska a Ruska.
Po druhé světové válce byla komunita aškenázských židů v důsledku holokaustu natolik oslabena, že nemohl být dodržen minjan a tak byla roku 1958 synagoga předána sefardské židovské obci, která byla početnější kvůli velké imigrace židů ze severní Afriky.

## Architektura
Autor stavby, architekt Marcellin-Emanuel Varcollier (1829-1895) se inspiroval u Alfreda Aldropha Philiberta (1834-1895), který projektoval Velkou synagogu. Synagoga nabízí místa pro 1340 osob, z toho je 600 míst v přízemí. Je 22 metrů široká a má délku 50 metrů.

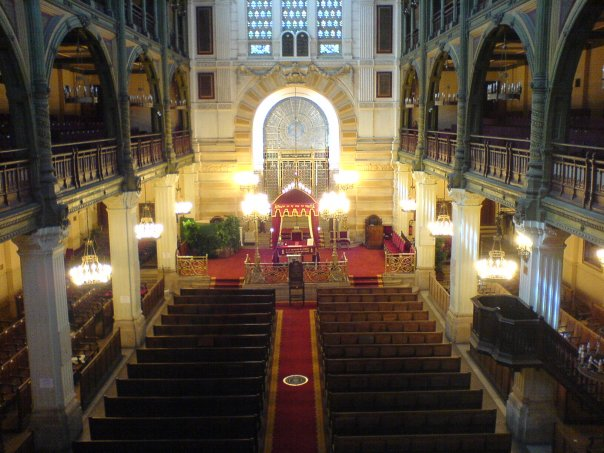
Interiér synagogy

Fasádu na Rue des Tournelles tvoří vápencové kvádry. Na obloukovém štítu jsou usazeny desky s desaterem. Štít je opatřen rozetou s osmi paprsky a hebrejským nápisem: Brány spravedlnosti mi otevřete, vejdu jimi vzdávat chválu Hospodinu. Ž 118, 19 (Kral, ČEP) Toto je Hospodinova brána, skrze ni vcházejí spravedliví. Ž 118, 20 (Kral, ČEP) Pod rozetou jsou vyobrazeny šofary a po stranách svitky Tóry a stuhou ovázané palmové ratolesti (lulavy).
Pod nimi jsou rýhované pilastry s korintskými hlavicemi zaklenuté dvojitými arkádami. Na prostřední trojité arkádě nad vstupním portálem je znak města Paříže, které je vlastníkem budovy. Tři střední oblouky v přízemí odpovídají hlavní lodi a boční oblouky dvěma bočním lodím.
Na rozdíl od tradiční orientace na východ k Jeruzalému směřuje synagoga Tournelles vzhledem k poloze pozemku z východu na západ. Aby se ušetřilo místo, byla použita ocelová nosná konstrukce, kterou navrhl inženýr Gustave Eiffel. Klenba střechy, sloupy a arkády dvoupatrové empory tvoří otevřené železné nosníky natřené na zeleno a částečně pokryté hebrejskými nápisy. Také na spodních arkádách, lunetách a na klenbě se nacházejí biblické nápisy a symboly, jako je lulav a šofar.
Hlavní a loď boční lodě jsou odděleny čtvercovými kamennými pilíři. Nad vestibulem se nachází velká empora a nad ní jsou varhany.
Na chór se vstupuje po čtyřech schodech a je od hlavní lodě oddělen kovaným zábradlím. Pod velkým obloukem na šesti schodech oddělen železnou mříží a zahalen hedvábnou oponou se nachází aron ha-kodeš (schrána na Tóru). Nad svorníkem oblouku jsou desky s desaterem z černého mramoru.